# Céltigos (Frades)
Céltigos (llamada oficialmente San Xulián de Céltigos) es una parroquia del municipio de Frades, en la provincia de La Coruña, Galicia, España.

## Entidades de población
Entidades de población que forman parte de la parroquia:
- Aboi
- A Igrexa
- Alemparte
- Alto de Aboi
- Campoduro
- O Ulló
- O Vilar

## Despoblado
- Augas Santas

## Demografía
| Gráfica de evolución demográfica de Céltigos entre 2000 y 2022 |
|                                                                |
| Población de derecho según el padrón municipal del INE         |